# Синузія
Синузія (грец. Synusia — спільне перебування, суспільство) — частина фітоценозу (біоценозу), сукупність (об'єднання, група) особин одного виду (синузії першого порядку) або подібних видів (синузії другого і третього порядків). Або просторово і екологічно відокремлена частина рослинного угрупування, що складається з видів рослин однієї або декількох екологічно близьких життєвих форм (екобіоморф). Основне поняття у вивченні рослинності екосистем (фітоценозу). Є основною системною одиницею фітоценозу, більш дрібна системна одиниця — ценоосередок.

## Історія терміна
Вперше поняття «синузії» з'явилося в лекціях швейцарського геоботаніка Е. Рюбель (нім. Е. Riibel) в 1917 році. В опублікованому вигляді з'являється в 1918 році в роботах австрійського геоботаніка Хельмута Гамса. Подальший розвиток отримало в роботах естонського геоботаніка початку XX століття Теодора Ліппмаа. На основі польових досліджень рослинності їм була розроблена концепція синузії, що розбиває кожну синузію, в свою чергу, на уніон — ядро характерних видів в синузії, що має певний склад життєвих і екологічних форм (по суті синузії першого порядку).

## Поняття синузії

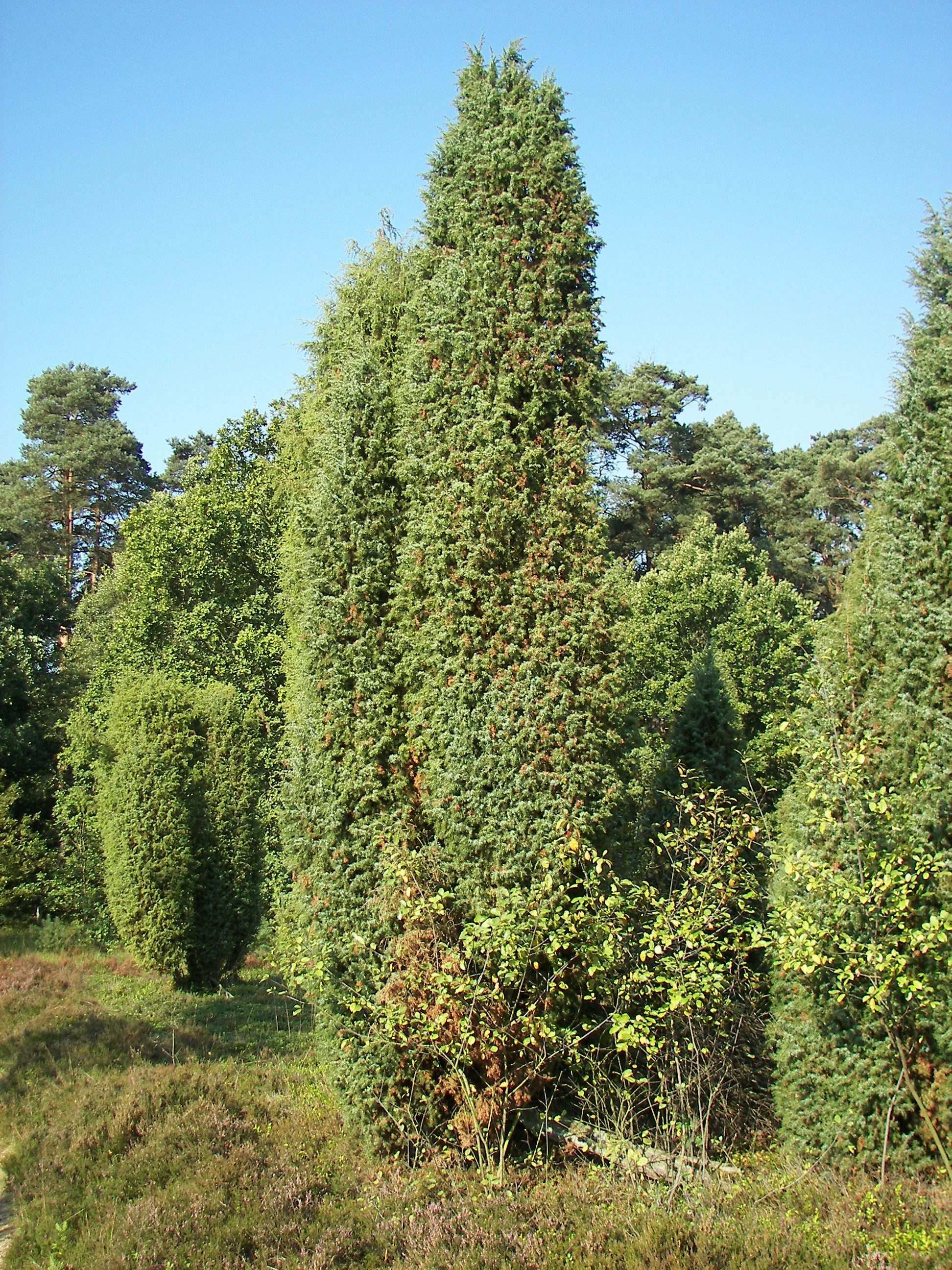
Синузія ялівцю (чагарниковий ярус або перший деревний ярус)

Незважаючи на те, що поняття є ключовим у вивченні рослинних угруповань і той факт, що в якості терміна воно виникло ще давно, на даний момент не існує однозначного і загальноприйнятого визначення синузії.
За визначенням Т. М. Ліппмаа (1933), синузія — це одноярусна асоціація рослин (особин) подібних життєвих форм.
За Б. А. Келлер (1923), синузії — це група особин одного або декількох подібних видів, кожна зі своєю навколишньою зовнішньою для неї обстановкою. Синузії в рослинному покрові і в межах одного фітоценозу можуть володіти певною самостійністю.
За Н. Ф. Реймерсом (1980), синузії — екологічно і просторово відокремлена частина фітоценозу, що складається з рослин однієї або декількох близьких життєвих форм (дерева, чагарники, чагарники, епігейні лишайники, епіфітні лишайники, мохи зелені, мохи сфагнові і т. д .), пов'язані між собою спільними вимогами до середовища проживання.
За Т. А. Работновим (1983), синузії — це сукупність видів, що відносяться до однієї і тієї ж групи життєвих форм і близьких за ритмом сезонної вегетації.
За Б. М. Міркіним (1989), синузії — це просторово і екологічно відокремлена частина фітоценозу, один з ценоелементів, що відображає внутрішньоценотичну асоційованість.
У роботі В. С. Іпатова і Л. А. Кирикова (1997), синузії — це один з ценоелементів — компонент рослинності, складений особинами однієї життєвої форми.
Визначення Н. Ф. Реймерса, містить неточні і розпливчасті визначення, наприклад «загальні вимоги до життєвого середовища», також немає визначення ступеня близькості життєвих форм рослин однієї синузії. Т. А. Работнов, в свою чергу, некоректно використовує поняття сукупності видів і також відсутня вказівка на схожість екологічних форм рослин. Визначення, дане Б. М. Міркіним, некоректно в тому сенсі, що визначає просте поняття через більш складні, комплексні, які і повинні характеризувати самі синузії (а саме, фітоценоз). Найбільш простим і близьким до початкового є визначення В. С. Іпатова.
У підсумку, у визначенні синузії основними є дві речі: синузії — поняття екологічне (охоплює рослини однієї життєвої форми в співтоваристві), синузії — поняття структурне(ценотичне).

## Синузія в фітоценозі
У фітоценозі можуть бути представлені синузії дерев, чагарників, трав, мохів, брусниці, чорниці, вони займають різні яруси, обумовлюючи диференціацію (неоднорідність) рослинного покриву, як в горизонтальному, так і у вертикальному напрямках. Синузії можуть бути відносно стійкими у часі (деревні і чагарникові, деякі трав'янисті). Або можуть бути сезонними (синузії ефемерів і ефемероїдів). Спільноти можуть бути полісінузіальними і моносінузіальними, едіфікаторними і вторинними, можуть класифікуватися за ступенем асоціювання (конгломеративні, агломеративні, комбіновані і асоційовані).
Великі синузії, які здатні повністю домінувати в деякому ярусі, утворюються рослинами, в тій чи іншій формі поширюються клонуванням: чорниця (наприклад сосняки чорнично-зеленомохові), конвалії, осика, орляк, ожина. Вони утворюють стійкі синузії, часто витісняючи собою інші рослини.